# Xã Alborn, Quận St. Louis, Minnesota
Xã Alborn (tiếng Anh: Alborn Township) là một xã thuộc quận St. Louis, tiểu bang Minnesota, Hoa Kỳ. Năm 2010, dân số của xã này là 460 người.